# Mauves
Pour les articles homonymes, voir Mauves (homonymie).
Mauves est une commune française, située dans le département de l'Ardèche en région Auvergne-Rhône-Alpes.

## Géographie

### Situation et description
La commune de Mauves est située sur la rive ardéchoise des bords du Rhône, à quelques kilomètres au sud de Tournon-sur-Rhône, sous-préfecture de l'Ardèche et chef-lieu de canton ; et à une quinzaine de kilomètres au nord de Valence, préfecture de la Drôme.

### Climat
Pour des articles plus généraux, voir Climat d'Auvergne-Rhône-Alpes et Climat de l'Ardèche.
En 2010, le climat de la commune est de type climat méditerranéen altéré, selon une étude du CNRS s'appuyant sur une série de données couvrant la période 1971-2000. En 2020, Météo-France publie une typologie des climats de la France métropolitaine dans laquelle la commune est dans une zone de transition entre le climat de montagne et le climat méditerranéen et est dans la région climatique Moyenne vallée du Rhône, caractérisée par un bon ensoleillement en été (fraction d’insolation > 60 %), une forte amplitude thermique annuelle (4 à 20 °C), un air sec en toutes saisons, orageux en été, des vents forts (mistral), une pluviométrie élevée en automne (250 à 300 mm).
Pour la période 1971-2000, la température annuelle moyenne est de 12,9 °C, avec une amplitude thermique annuelle de 17,8 °C. Le cumul annuel moyen de précipitations est de 886 mm, avec 7,2 jours de précipitations en janvier et 5,4 jours en juillet. Pour la période 1991-2020, la température moyenne annuelle observée sur la station météorologique de Météo-France la plus proche, « Mercurol », sur la commune de Mercurol-Veaunes à 6 km à vol d'oiseau, est de 13,4 °C et le cumul annuel moyen de précipitations est de 864,4 mm,. Pour l'avenir, les paramètres climatiques de la commune estimés pour 2050 selon différents scénarios d'émission de gaz à effet de serre sont consultables sur un site dédié publié par Météo-France en novembre 2022.

### Voies de communication et transports
Le territoire communal est traversé par la route départementale 86 (ancienne route nationale RN86) qui longe le Rhône sur sa rive droite et qui permet de relier Lyon à Nîmes.

## Urbanisme

### Typologie
Au 1er janvier 2024, Mauves est catégorisée ceinture urbaine, selon la nouvelle grille communale de densité à 7 niveaux définie par l'Insee en 2022.
Elle appartient à l'unité urbaine de Tournon-sur-Rhône, une agglomération inter-départementale dont elle est une commune de la banlieue,. Par ailleurs la commune fait partie de l'aire d'attraction de Valence, dont elle est une commune de la couronne,. Cette aire, qui regroupe 71 communes, est catégorisée dans les aires de 200 000 à moins de 700 000 habitants,.

### Occupation des sols
L'occupation des sols de la commune, telle qu'elle ressort de la base de données européenne d’occupation biophysique des sols Corine Land Cover (CLC), est marquée par l'importance des forêts et milieux semi-naturels (52,8 % en 2018), en diminution par rapport à 1990 (53,8 %). La répartition détaillée en 2018 est la suivante : forêts (52,8 %), prairies (14 %), cultures permanentes (11,5 %), zones urbanisées (10,3 %), zones agricoles hétérogènes (6,7 %), eaux continentales (4,7 %).
L'évolution de l’occupation des sols de la commune et de ses infrastructures peut être observée sur les différentes représentations cartographiques du territoire : la carte de Cassini (XVIIIe siècle), la carte d'état-major (1820-1866) et les cartes ou photos aériennes de l'IGN pour la période actuelle (1950 à aujourd'hui).

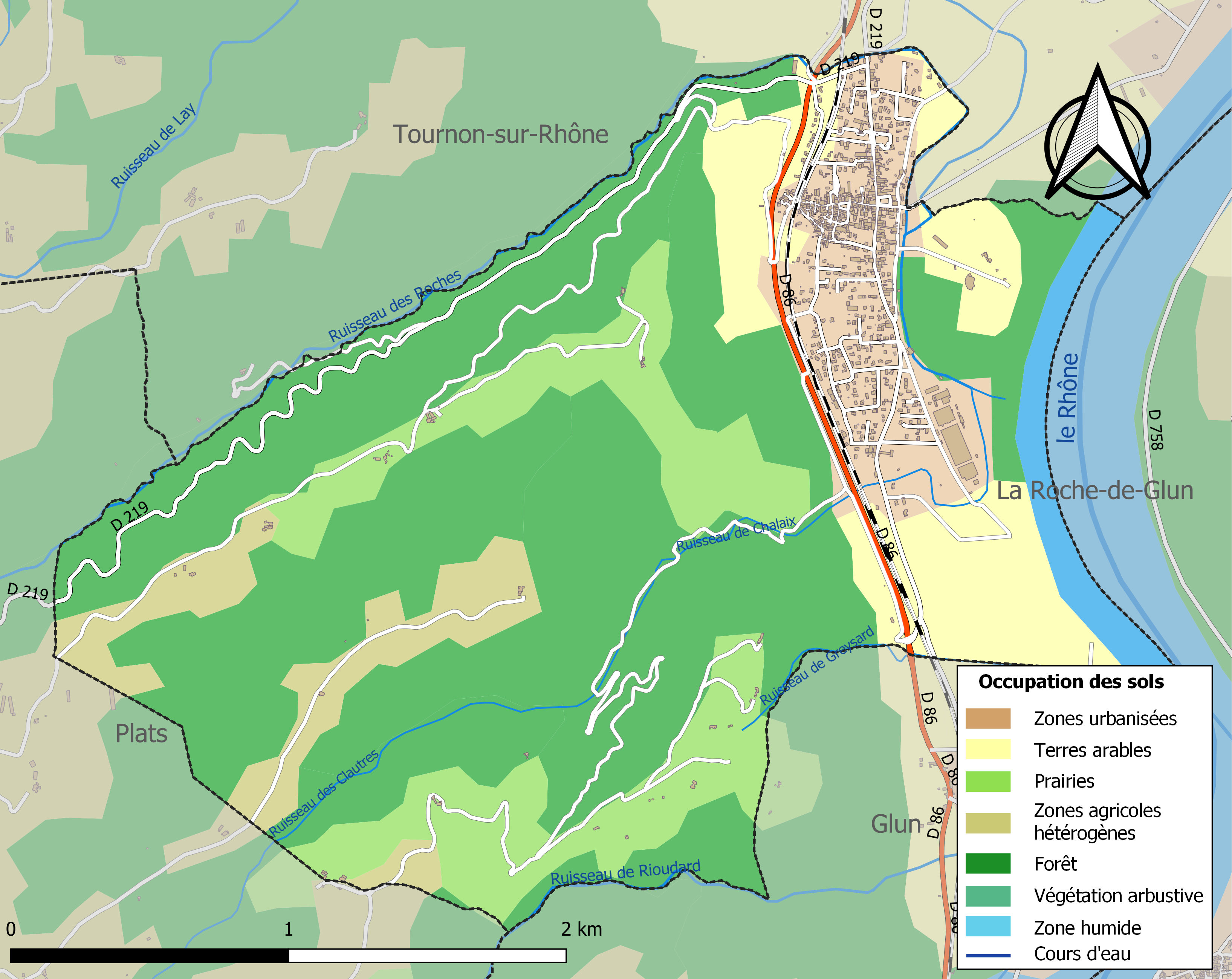
Carte des infrastructures et de l'occupation des sols de la commune en 2018 (CLC).

### Risques naturels

#### Risques sismiques
L'ensemble du territoire de la commune de Mauves est situé en zone de sismicité no 3 (sur une échelle de 1 à 5), comme la plupart des communes situées dans la vallée du Rhône, mais non loin de la limite orientale de la zone no 2 qui correspond au plateau ardéchois.
| Type de zone | Niveau            | Définitions (bâtiment à risque normal) |
| ------------ | ----------------- | -------------------------------------- |
| Zone 3       | Sismicité modérée | accélération = 1,1 m/s2                |

## Histoire
C'est par erreur que certains ont voulu situer à Mauves la bataille de 121 avant J.-C. entre les Arvernes menés par Bituitos et deux armées romaines commandées par le consul Gnaeus Domitius Ahenobarbus et Fabius Maximus Allobrogicus. L'emplacement de cette bataille se trouve de toute manière sur l'autre rive du Rhône. Les historiens le situent le plus souvent près du carrefour des Sept chemins et dans la plaine de Mercurol (Drôme).

### Administration municipales

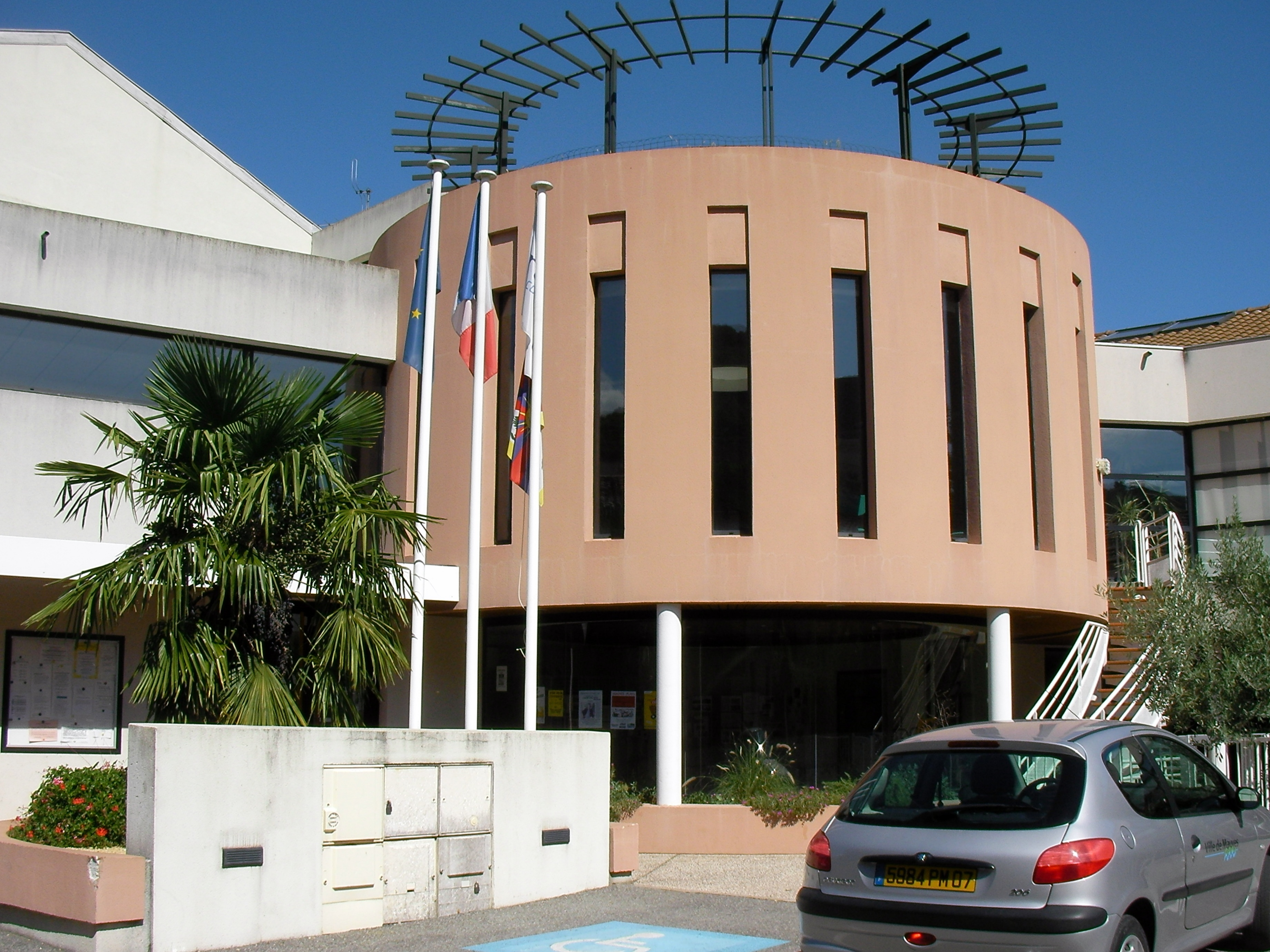
Mairie de Mauves.

## Politique et administration

### Liste des maires
| Période                                  | Période                   | Identité           | Étiquette | Qualité  |
| ---------------------------------------- | ------------------------- | ------------------ | --------- | -------- |
| Les données manquantes sont à compléter. |                           |                    |           |          |
| mars 2001                                | 2011                      | Jean-Louis Cordola |           |          |
| 2011                                     | En cours (au 6 août 2020) | Jean-Paul Bulinge, | DVD       | Retraité |

## Population et société

### Démographie

#### Évolution démographique
L'évolution du nombre d'habitants est connue à travers les recensements de la population effectués dans la commune depuis 1793. Pour les communes de moins de 10 000 habitants, une enquête de recensement portant sur toute la population est réalisée tous les cinq ans, les populations de référence des années intermédiaires étant quant à elles estimées par interpolation ou extrapolation. Pour la commune, le premier recensement exhaustif entrant dans le cadre du nouveau dispositif a été réalisé en 2004.

En 2022, la commune comptait 1 192 habitants, en évolution de +1,71 % par rapport à 2016 (Ardèche : +2,48 %, France hors Mayotte : +2,11 %).
| 1793 | 1800 | 1806 | 1821 | 1831 | 1836 | 1841 | 1846 | 1851 |
| ---- | ---- | ---- | ---- | ---- | ---- | ---- | ---- | ---- |
| 645  | 701  | 798  | 899  | 929  | 976  | 991  | 998  | 986  |

| 1856 | 1861 | 1866  | 1872  | 1876  | 1881 | 1886 | 1891 | 1896 |
| ---- | ---- | ----- | ----- | ----- | ---- | ---- | ---- | ---- |
| 930  | 960  | 1 056 | 1 003 | 1 102 | 906  | 900  | 851  | 899  |

| 1901 | 1906 | 1911 | 1921 | 1926 | 1931 | 1936 | 1946 | 1954 |
| ---- | ---- | ---- | ---- | ---- | ---- | ---- | ---- | ---- |
| 910  | 905  | 840  | 748  | 737  | 726  | 728  | 714  | 726  |

| 1962 | 1968 | 1975 | 1982 | 1990  | 1999  | 2004  | 2006  | 2009  |
| ---- | ---- | ---- | ---- | ----- | ----- | ----- | ----- | ----- |
| 705  | 663  | 756  | 923  | 1 027 | 1 094 | 1 109 | 1 103 | 1 174 |

| 2014  | 2019  | 2022  | - | - | - | - | - | - |
| ----- | ----- | ----- | - | - | - | - | - | - |
| 1 177 | 1 183 | 1 192 | - | - | - | - | - | - |

#### Pyramide des âges
En 2021, le taux de personnes d'un âge inférieur à 30 ans s'élève à 32,4 %, soit au-dessus de la moyenne départementale (29,7 %). À l'inverse, le taux de personnes d'âge supérieur à 60 ans est de 27,4 % la même année, alors qu'il est de 32,8 % au niveau départemental.
En 2021, la commune comptait 592 hommes pour 596 femmes, soit un taux de 50,17 % de femmes, légèrement inférieur au taux départemental (51,22 %).
Les pyramides des âges de la commune et du département s'établissent comme suit :
| Hommes | Classe d’âge | Femmes |
| ------ | ------------ | ------ |
| 0,2    | 90 ou +      | 1,8    |
| 6,9    | 75-89 ans    | 5,8    |
| 20,2   | 60-74 ans    | 19,8   |
| 23,8   | 45-59 ans    | 21,2   |
| 17,5   | 30-44 ans    | 17,8   |
| 14,7   | 15-29 ans    | 15,6   |
| 16,7   | 0-14 ans     | 17,9   |

| Hommes | Classe d’âge | Femmes |
| ------ | ------------ | ------ |
| 1      | 90 ou +      | 2,5    |
| 9      | 75-89 ans    | 11,4   |
| 20,8   | 60-74 ans    | 21,1   |
| 21,2   | 45-59 ans    | 20,3   |
| 16,9   | 30-44 ans    | 16,5   |
| 14,2   | 15-29 ans    | 12,6   |
| 17     | 0-14 ans     | 15,6   |

### Enseignement
La commune est rattachée à l'académie de Grenoble.

### Sports
Dans le village les clubs sportifs sont nombreux, dont :
- le RC Mauves, club français de football amateur fondé en 1983 et présidé par Claude Regal[réf. nécessaire]. En 2014-2015, l'équipe première évoluait en Excellence (plus haut niveau du District Drôme-Ardèche de Football)[Passage à actualiser] ;
- l'Avenir Sportif Malvinois (basket-ball) ;
- le Sport Santé Equilibre (gym pilates stretching), une association fondée en 2012 permettant de proposer des heures de cours de gym pilates / stretching sur la commune de Mauves ;
- le Tennis Club Malvinois (tennis) ;
- l'association Boule du Saint Joseph (boule lyonnaise) ;
- le Scultur'club (musculation) ;
- le BMX Club de Mauves (BMX).

### Cultes
L'église (propriété de la commune) ainsi que la communauté catholique de Mauves dépendent de la paroisse Saint-Luc-des-Coteaux-et-de-Tournon, laquelle est rattachée au diocèse de Viviers.

## Culture et patrimoine

### Patrimoine gastronomique
Le « vin de Mauves », appelé aujourd'hui saint-joseph, est cité par Victor Hugo dans Les Misérables. C'est la boisson que Bienvenu Myriel, évêque de Digne, sert à Jean Valjean.

### Monuments
- Église Saint-Martin de Mauves.

### Héraldique
|  | Mauves possède des armoiries dont l'origine et le blasonnement exact ne sont pas disponibles. |